# Laura Catena
Laura Catena (sinh năm 1967) là một thế hệ thứ tư người Argentina người bán rượu nho, bác sĩ và tác giả.

## Tiểu sử
Catena sinh ra ở Mendoza, Argentina năm 1967. Bà tốt nghiệp đại học Harvard năm 1988 và có bằng Tiến sĩ y khoa từ Đại học Stanford. Bà hiện là Tổng giám đốc của Bodega Catena Zapata và nhà máy rượu Luca của riêng mình ở Mendoza, Argentina, cũng như bác sĩ Y khoa cấp cứu tại Trung tâm Y khoa Đại học California San Francisco ở California và là thành viên của trường Cao đẳng cấp cứu của Mỹ.
Catena đã được gọi là "mặt" của rượu vang Argentina cho vai trò tích cực của bà trong việc quảng bá vùng rượu vang Mendoza và nho Malbec của Argentina.
Bà đã được đặt tên là một trong 25 nhà sáng tạo rượu vang hàng đầu và cô đã được mời làm diễn giả tại Hiệp hội các nhà giáo dục rượu vang Hoa Kỳ, Rượu vang Decanter Encounter, Viện Smithsonian và Vancouver Playhouse trong số những người khác. Bà cũng là một blogger khách mời cho eRobertParker.com và The Huffington Post và đã được phỏng vấn bởi Winelibrary.com, The Leonard Lopate show và The Drinks Business và NPR Radio, Here and Now.
Năm 2010, Laura Catena phát hành cuốn sách của mình, Vino Argentino, An Insider's Guide to the Wines and Wine Country of Argentina, được xuất bản bởi Chronicle Books, cuốn sách đã được xem xét rộng rãi bằng cách nhấn ở Mỹ và quốc tế. Năm 2011, bà phát hành phiên bản tiếng Tây Ban Nha / tiếng Anh và tiếng Bồ Đào Nha / tiếng Anh với nhà xuất bản Catapulta của Argentina.
Cuộc thi Rượu & Tinh thần Quốc tế (IWSC) được thành lập vào năm 1969 như là cuộc thi đầu tiên để quảng cáo và trao giải rượu vang, rượu mạnh và rượu mùi tốt nhất thế giới. Laura Catena giữ chức Tổng thống cho năm thứ 46 (2014), làm đại sứ cho IWSC và rượu vang hảo hạng trên toàn cầu.